# 巴雷拉 (科羅拉多州)
巴雷拉（英語：Barela）是位於美國科羅拉多州拉斯阿尼馬斯縣的一個非建制地區。該地的面積和人口皆未知。

## 地理
巴雷拉的座標為37°06′56″N 104°15′42″W / 37.11556°N 104.26167°W，而該地的平均海拔高度為1756米（即5761英尺）。